# Rhododendron wasonii
Rhododendron wasonii är en ljungväxtart som beskrevs av William Botting Hemsley och E.H. Wilson. Rhododendron wasonii ingår i släktet rododendron, och familjen ljungväxter. Utöver nominatformen finns också underarten R. w. wenchuanense.

## Bildgalleri

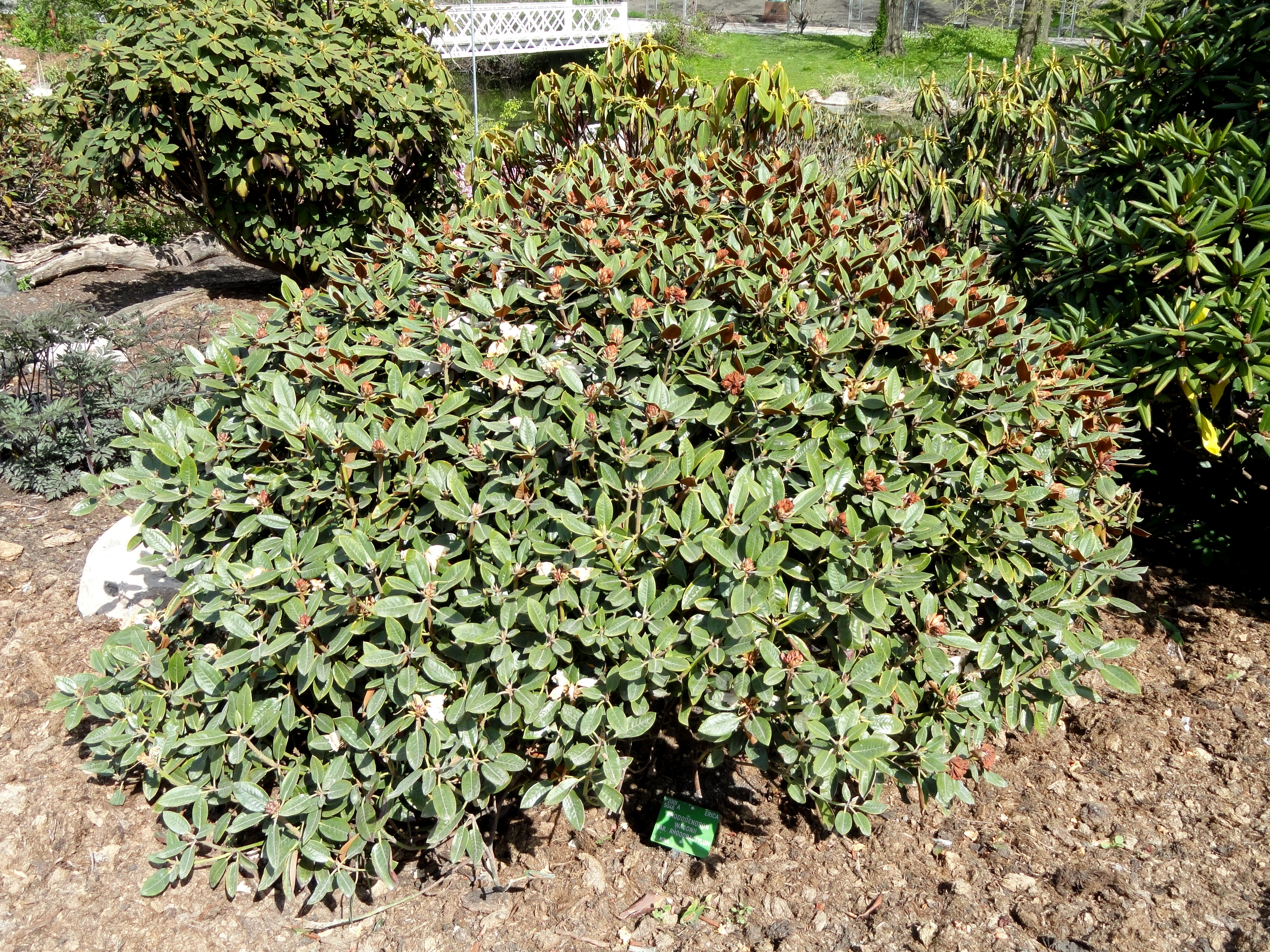